# Tom Kühnhackl
Tom Kühnhackl (Landshut, 21 de janeiro de 1992)  é um jogador profissional de hóquei no gelo alemão que atua na posição de left winger pelo Pittsburgh Penguins, da NHL.

## Carreira
Tom Kühnhackl foi draftado na 110º pelo Pittsburgh Penguins no Draft de 2010.

## Títulos

### Pittsburgh Penguins
- Stanley Cup: 2016, 2017